# Équipement d'exploitation de la route
Les équipements d'exploitation de la route sont principalement au service des causes suivantes :
- l'amélioration de la sécurité routière et du confort des usagers, contribuant à une politique de déplacements sûrs,
- la recherche de l'optimisation de l'écoulement de la circulation, qui conduit à rechercher une meilleure répartition de la circulation dans le temps et sur les différents réseaux,
- l'amélioration du service rendu à l'usager, par des interventions plus rapides, mieux organisées, et la délivrance d'une information routière fiable sur les principaux réseaux.

## Les types d’équipements d’exploitation de la route

### La surveillance de la circulation et la connaissance de l'état du trafic
Il s’agit principalement des équipements suivants :
- caméras de surveillance,
- stations de comptage de trafic,
- systèmes de détection automatique d'incidents,
- réseau d'appel d'urgence.

### La centralisation des informations
La centralisation des informations facilite à l'exploitant la prise de décisions appropriées (par exemple l'envoi d'équipes sur le terrain, la mise en œuvre de mesures de gestion de trafic),
Il s’agit principalement de centres de gestion de trafic.

### L’information des usagers
La restitution en temps réel aux usagers des informations ainsi recueillies se fait à l'aide de
- panneaux d'information à messages variables,
- sites Internet de préparation au voyage tel que Sytadin en Ile-de-France
- Opération Bison futé [1].

### Les systèmes de transports intelligents
Il s’agit là de systèmes intégrés regroupant l’ensemble des types d’équipements définis ci-dessus assistés de systèmes experts visant une exploitation dynamique optimisée des routes.

## Les objectifs de l’exploitation de la route

### Contribuer à la sécurité routière
La surveillance du réseau routier, qui contribue à détecter dans de brefs délais des anomalies ou des défauts d'entretien susceptibles d'entraîner des accidents, permet de rendre les routes plus sûres. Il en est de même d’une intervention rapide des équipes d'exploitation pour la remise en état des routes après des accidents.
L'organisation méthodique de l'activité de rétablissement de la viabilité lors des intempéries hivernales, permet d'éviter de nombreux accidents dus aux chaussées glissantes, notamment en cas de verglas.
Les systèmes d'exploitation et de gestion de trafic permettent une meilleure connaissance des évènements, facilitant ainsi la prise de décisions rapides en vue de rétablir au plus vite la sécurité des usagers.
L'information sur la présence de bouchons ou d'accidents, permet à l'usager d'adapter sa conduite et d'éviter les sur-accidents ou accidents de « queue de bouchon »,
La délivrance d'informations fiables contribue à réduire le stress du conducteur et à apaiser sa conduite.
Le réseau d'appel d'urgence facilite un contact très rapide entre les victimes et les secours, ce qui constitue un gage de soin rapide aux accidentés,

### Contribuer à la fluidité de la circulation
Grâce à l'information sur les temps de parcours et sur la présence d'encombrements ainsi qu’aux conseils d'itinéraires, l'usager peut adapter sa stratégie de déplacement, soit en modifiant son itinéraire, soit en différant ses déplacements, voire en choisissant un autre mode de déplacement.
Les mesures de gestion de trafic prédéfinies dans le cadre de « plans de gestion de trafic » permettent de réduire les conséquences de crises ayant un impact majeur sur la circulation (accidents graves, épisodes neigeux exceptionnels…)
Les équipements d'exploitation et de gestion de trafic permettent une meilleure répartition des flux de déplacement dans le temps et sur les différents réseaux. Ils contribuent ainsi à réduire le temps perdu dans les embouteillages, ce qui constitue un gain économique important.